# Světový pohár v biatlonu 2015/2016 – Presque Isle
8. podnik Světového poháru v biatlonu v sezóně 2015/16 probíhal od 11. do 13. února 2016 ve americkém Presque Isle. Na programu podniku byly štafety mužů a žen, závody ve sprintech a stíhací závody.

## Program závodů
Program podle oficiálních stránek:
| Datum     | Disciplína           | Začátek (SEČ) | Počet závodníků |
| --------- | -------------------- | ------------- | --------------- |
| 11. února | Sprint (muži)        | 16:30         | 88              |
| 11. února | Sprint (ženy)        | 18:40         | 88              |
| 12. února | Stíhací závod (muži) | 17:30         | 55              |
| 12. února | Stíhací závod (ženy) | 19:10         | 54              |
| 13. února | Štafeta muži         | 20:20         | 17 týmů         |
| 13. února | Štafeta ženy         | 22:10         | 17 týmů         |

## Průběh závodů

### Sprinty
V závodu mužů udělal Francouz Martin Fourcade sice jednu chybu na střelnici, ale vyrovnal ji nejrychlejším během ze všech závodníků a do cíle dojel průběžně první. Později jej o jednu sekundu předjel bezchybně střílející Rus Anton Šipulin a o téměř půlminutu celkový vítěz Johannes Thingnes Bø z Norska. Z českých závodníků dojel nejlépe Michal Šlesingr na 14. místě, když udělal jednu chybu při střelbě vleže. Nachlazený Ondřej Moravec nestartoval.
Sprint žen zvládla nejlépe Gabriela Soukalová, která tak získala svoje jedenácté vítězství v závodech světového poháru a zvýšila svůj náskok v průběžném pořadí světového poháru na Italku Dorotheu Wiererovou na více než 100 bodů. Soukalová střílela čistě a dobře běžela. „Jedna rána vleže sice byla kalibrovější, ale pohlídala si to,“ ocenil její výkon trenér žen Zdeněk Vítek. Všechny její nejbližší soupeřky udělaly na střelnici aspoň jednu chybu, a proto se na stupně vítězů nedostaly. Druhá skončila – nejlépe v kariéře – domácí Susan Dunkleeová, třetí Polka Krystyna Guziková, obě stejně jako Soukalová bezchybně střílející. Z dalších českých reprezentantek se Veronika Vítková umístila desátá, když po několika závodech zastřílela dobře vleže (jen s jednou chybou) a čistě vstoje. Lucie Charvátová s třemi chybami při střelbě a s rychlým během dojela na 19. místě.

### Stíhací závody
V závodu mužů, který se konal za silných mrazů -16 °C, startovali pouze dva čeští reprezentanti. Dařilo se Michalu Šlesingrovi, který se sice po velkou část závodu pohyboval kolem 12. místa, ale při poslední střelbě využil toho, že většina jeho soupeřů udělala více chyb, dostal se na šestou pozici a tu s jistotou uhájil až do cíle. Michal Krčmář s celkem čtyřmi chybami na střelnici skončil na 28. místě. Medaile za závodu si rozdělili stejní reprezentanti, kteří je získali o den dříve ve sprintu. Až do poslední střelby vedl s velkým náskokem Johannes Thingnes Bø z Norska. Při ní však udělal dvě chyby, čehož využil Francouz Martin Fourcade, dostal se před něj a s přehledem zvítězil. Třetí dojel s více než minutovým odstupem Rus Anton Šipulin.
Oproti závodu mužů se mezi ženami pořadí v cíli neměnilo – aspoň pokud jde o nejvyšší příčku. Zvítězila opět Gabriela Soukalová, pro kterou to bylo 12. vítězství v světovém poháru. Přitom závod pro ní nezačal nejlépe: téměř celé první kolo si nebyla jistá, jestli neodstartovala dříve a nebude jí tak přičtena penalizace 30 sekund za předčasný start. Svoji nejistotu na startu pak vysvětlovala: „Na startu jsem se trochu zapovídala. Pak jsem zjistila, že nemám rezervní náboje, ale to už mi do startu zbývaly snad jen nějaké čtyři vteřiny.“ Obě položky vleže odstřílela čistě, ale při první střelbě vstoje udělala tři chyby a i televizním komentátorům se zdálo, že tím ztratila možnost bojovat o vítězství. Avšak osm jejích nejbližších soupeřek udělalo v točícím se větru aspoň dvě chyby, takže Soukalová odjížděla ze střelnice druhá těsně za Italkou Dorotheou Wiererovou. K poslední střelbě přijely obě největší soupeřky společně, ale Italka udělala opět tři chyby, zatímco Soukalová střílela čistě a jela si tak pro vítězství. Na druhé místo se čistou poslední střelnou dostala Finka Kaisa Mäkäräinenová, třetí obsadila díky nejrychlejšímu běhu, především v druhé polovině závodu, Francouzka Marie Dorinová Habertová. Úspěchu dosáhla i Veronika Vítková, která po vyrovnaném výkonu dojela šestá. Lucie Charvátová dokončila závod se sedmi chybami na střelnici na 25. místě.

### Štafety
V závodu mužů čeští reprezentanti nestartovali, protože trenér Marek Lejsek zde měl k dispozici jen čtyři reprezentanty, z nichž Ondřej Moravec měl vysoké teploty. Vlastní závod – opět konaný za velmi nízkých teplot – byl plný zvratů. V prvním úseku vedli Němci zásluhou Erika Lessera až o 20 sekund, ale díky špatnému výkonu Andrease Birnbachera dojeli druhý úsek se ztrátou přes 50 sekund. Do čela se především zásluhou Benjamina Wegera dostali Švýcaři, ale třetí úsek dokončili osmí se ztrátou téměř dvě minuty. Švýcary vystřídali v čele Italové, ovšem na třetím úseku je při střelbě vstoje předstihli Norové, kteří zásluhou bratrů Johannese a Tarjei Bø dojeli vítězně do cíle. Kromě těchto týmů se v průběhu závodu dostali na kratší čas do čela i Rusové a Francouzi. Ti nakonec skončili druzí; třetí doběhli dobře finišující Němci.
Štafeta žen se vydařila českým reprezentantkám a i díky tomu získala Gabriela Soukalová všechny zlaté medaile na tomto podniku světového poháru. Závod rozjížděla Eva Puskarčíková, která udělala dvě chyby při střelbě vleže, ale na předávce měla ztrátu jen 12 sekund. Lucie Charvátová střílela hůře a musela podobně jako při předcházející štafetě v Anterselvě na trestné kolo, ale nahradila to rychlým během. Dokončila svůj úsek sice devátá, ale se ztrátou jen 46 sekund. Také Gabriele Soukalové se dařilo jako v Anterselvě: předjížděla jednu závodnici za druhou a i když při střelbě vstoje musela dvakrát dobíjet, předala Veronice Vítkové na první pozici s náskokem 16 sekund. Ta udělala vleže dvě chyby, ale protože soupeřky střílely buď podobně, nebo pomaleji, udržela si vedení. Kritická byla poslední střelba vstoje: Vítková nesestřelila až poslední z pěti terčů, ale na jeho opravu potřebovala všechny tři náhradní náboje. Její nejbližší soupeřka Ruska Jekatěrina Šumilovová však musela na dvě trestná kola a odjížděla daleko za Vítkovou. Ta mohla v klidu, i když na velmi špatně osvětlené trati, dojet vítězně do cíle. České reprezentantky tak po roce opět vyhrály štafetu. Zvítězily především dobrým během, protože s jedním trestným kolem a 14 náhradními náboji byli nejhorší ze všech týmů, které dojely s plným počtem kol do cíle. Po poslední střelbě odjížděla na druhém místě s náskokem téměř půl minuty Němka Karolin Horchlerová, avšak Ukrajince Oleně Pidhrušné se jí podařilo v poslední zatáčce dojet. Němka při cílovém finiši zazmatkovala a začala se odrážet soupaž, čehož Pidhrušná využila a o 0,2 sekundy ji předjela.

## Pořadí zemí
| Pořadí | Země     | 1. místo | 2. místo | 3. místo | Celkově |
| ------ | -------- | -------- | -------- | -------- | ------- |
| 1.     | Česko    | 3        | 0        | 0        | 3       |
| 2.     | Norsko   | 2        | 1        | 0        | 3       |
| 3.     | Francie  | 1        | 1        | 2        | 4       |
| 4.     | Rusko    | 0        | 1        | 1        | 2       |
| 4.     | Německo  | 0        | 1        | 1        | 2       |
| 6.     | USA      | 0        | 1        | 0        | 1       |
| 6.     | Finsko   | 0        | 1        | 0        | 1       |
| 6.     | Ukrajina | 0        | 1        | 0        | 1       |
| 9.     | Polsko   | 0        | 0        | 1        | 1       |
|        | Celkem   | 6        | 6        | 6        | 18      |

## Umístění na stupních vítězů

### Muži
| Disciplína              | První místo                                                                   | Výkon     | Druhé místo                                                                          | Výkon     | Třetí místo                                                      | Výkon     |
| Sprint (10 km)          | Johannes Thingnes Bø                                                          | 24:38,8   | Anton Šipulin                                                                        | 25:06,7   | Martin Fourcade                                                  | 25:07,7   |
| Stíhací závod (12,5 km) | Martin Fourcade                                                               | 31:04,4   | Johannes Thingnes Bø                                                                 | 31:29,2   | Anton Šipulin                                                    | 32:15,9   |
| Štafeta (4×7,5 km)      | Norsko Lars Helge Birkeland Erlend Bjøntegaard Johannes Thingnes Bø Tarjei Bø | 1:12:09,8 | Francie Simon Fourcade Quentin Fillon Maillet Simon Desthieux Jean-Guillaume Béatrix | 1:12:39,9 | Německo Erik Lesser Andreas Birnbacher Daniel Böhm Benedikt Doll | 1:12:52,4 |

### Ženy
| Disciplína              | První místo                                                                 | Výkon     | Druhé místo                                                                 | Výkon     | Třetí místo                                                                       | Výkon     |
| Sprint (7,5 km)         | Gabriela Soukalová                                                          | 20:02,2   | Susan Dunkleeová                                                            | 20:20,0   | Krystyna Guziková                                                                 | 20:21,3   |
| Stíhací závod (10 km)   | Gabriela Soukalová                                                          | 31:24,6   | Kaisa Mäkäräinenová                                                         | 31:58,6   | Marie Dorinová Habertová                                                          | 32:03,4   |
| Štafeta (ženy) (4×6 km) | Česko Eva Puskarčíková Lucie Charvátová Gabriela Soukalová Veronika Vítková | 1:07:11,0 | Ukrajina Iryna Varvynecová Natalja Burdygová Julija Džymová Olena Pidhrušná | 1:07:36,2 | Německo Franziska Preussová Luise Kummerová Miriam Gössnerová Karolin Horchlerová | 1:07:36,4 |